# Agustín Peralta
Agustín Peralta Panzano (Lalueza, Huesca, España, 28 de mayo de 1954), deportivamente conocido como Peralta, es un exjugador de fútbol español. Se desempeñaba como centrocampista, y sus equipos más importantes fueron el Sabadell y el Deportivo de La Coruña de la Segunda División de España.

## Clubes
| Club                         | País   | Año       |
| ---------------------------- | ------ | --------- |
| S. D. Huesca                 | España | 1975-1979 |
| C. E. Sabadell F. C.         | España | 1979-1981 |
| R. C. Deportivo de La Coruña | España | 1981-1985 |
| S. D. Huesca                 | España | 1985-1986 |
| C. D. Lugo                   | España | 1986-1989 |